# Királyi Krékerek
A Királyi Krékerek (eredeti cím: Royal Crackers) 2023-től vetített amerikai 2D-s flash animációs szitkom, amelyet Jason Ruiz alkotott.
Amerikában 2023. április 2-án az Adult Swim, Magyarországon az HBO Max 2023. április 3-án mutatta be.
2023. március 28-án berendelték a második évadot.

## Cselekmény
A diszfunkcionális Hornsby családot a Királyi Krékerek nevű, egykor népszerű, sós kekszeket gyártó snack-gyártó céget vezetik. Amikor az idősebb Theodore Hornsby, a szenilis patriarcha és vezérigazgató "szuperkómába" esik, két fiának, Stebe-nek és ifjabb Theodore "Theo"-nak kell vezetnie a csődbe jutott céget, miközben Stebe feleségével, Debtel és fiukkal, Matt-tel élnek apjuk kúriájában.

## Szereplők

### Főszereplők
| Szereplő                    | Eredeti hang      | Magyar hang   | Leírás |
| --------------------------- | ----------------- | ------------- | --- |
| Stebe Hornsby               | Jason Ruiz        | Epres Attila  | A Királyi Krékerek egyik örököse. Amikor megszületett, Steve-nek akarták hívni, csakhogy az anyakönyvi kivonatában rosszul írták, és a neve így ragadt rá. |
| Deb Hornsby                 | Jessica St. Clair | Madarász Éva  | Stebe felesége. |
| Theodore "Theo" Hornsby Jr. | Andrew Santino    |               | Egykori nu metal sztár és a Royal Crackers egyik örököse.                                                                                                  |
| Matt Hornsby                | Maile Flanagan    | Rada Bálint   | Stebe és Deb Hornsby fia. |
| Darby                       | David Gborie      | Faragó András | A Hornsby család ügyvédje. |

### Mellékszereplők
| Szereplő             | Eredeti hang | Magyar hang           | Leírás                                                                                              |
| -------------------- | ------------ | --------------------- | --------------------------------------------------------------------------------------------------- |
| Theodore Hornsby Sr. | Nem beszél   | Nem beszél            | A Királyi Krékerek vezérigazgatója, aki "szuperkómába" esik, és gyakran kerekesszékben közlekedik.. |
| Brent                | Fred Armisen | Gubányi György István | |

### Magyar változat
- Bemondó: Schmidt Andrea
- Magyar szöveg: Kiss Barnabás
- Hangmérnök: Levacsics Péter
- Vágó: Kelemen Zoltán
- Gyártásvezető: Derzsi Kovács Éva
- Szinkronrendező: Bartucz Attila
- Produkciós vezető: Dallos Miklós

A szinkront az Iyuno Hungary készítette.

## Epizódok
| #  | #  | Eredeti cím          | Magyar cím | Rendezte        | Írta                         | Eredeti premier   | Magyar premier    |
| -- | -- | -------------------- | ---------- | --------------- | ---------------------------- | ----------------- | ----------------- |
| 1. | 1. | Crumbling Empire     |            | Frederic Cristy | Jason Ruiz                   | 2023. április 2.  | 2023. április 3.  |
| 2. | 2. | Theo's Comeback Tour |            | Frederic Cristy | Marc M. és David Doré        | 2023. április 2.  | 2023. április 3.  |
| 3. | 3. | Factory 37           |            | Frederic Cristy | Bryan Wysol                  | 2023. április 3.  | 2023. április 3.  |
| 4. | 4. | Stebe                |            | Frederic Cristy | Jason Ruiz                   | 2023. április 9.  | 2023. április 10. |
| 5. | 5. | Business Mom         |            | Frederic Cristy | Brittany Hobbs               | 2023. április 16. | 2023. április 17. |
| 6. | 6. | Mayworth             |            | Frederic Cristy | Evan Mann és Gareth Reynolds | 2023. április 23. | 2023. április 24. |
| 7. | 7. | The .1%              |            | Frederic Cristy |                              | 2023. április 30. | 2023. május 1.    |
| 8. | 8. | Casa de Darby        |            | Frederic Cristy |                              | 2023. május 7.    | 2023. május 8.    |
| 9. | 9. | CrackerCon           |            | Frederic Cristy |                              | 2023. május 14.   | 2023. május 15.   |